# Алфавитный убийца
Алфавитный убийца (англ. Alphabet murders) — неизвестное лицо, которому приписывают серию убийств, совершённых в начале 1970-х годов в Рочестере, штат Нью-Йорк. Три девочки были изнасилованы и задушены. Дело получило своё название из-за того, что имена, фамилии, а также города, в которых были найдены тела жертв, начинались с одинаковых букв (Carmen Colon в Churchville, Wanda Walkowicz в Webster, Michelle Maenza в Macedon).

## Жертвы
- Кармен Колон, 11 лет, пропала 16 ноября 1971 года. Её тело нашли через 2 дня в 20 километрах от места, где её в последний раз видели. Перед смертью Кармен Колон подверглась сексуальному насилию, после чего её задушили. Несмотря на то, что была найдена в городе Рига штата Нью-Йорк (англ. Riga, New York), городок Чёрчвиль является административным центром, а неподалёку находится город Чили.
- Ванда Валкович, 11 лет, пропала 2 апреля 1973 года. Её тело нашли на следующий день в зоне отдыха федеральной трассы 104 в Вебстере. Как и первая жертва — была изнасилована, а затем задушена.
- Мишель Мэнца, 10 лет, пропала 26 ноября 1973 года. Её тело нашли спустя два дня в Македоне. Перед смертью Мишель Мэнца съела бутерброд с тунцом за час или за три часа до убийства. Мишель так же изнасиловали, а затем задушили.

## Подозреваемые
Во время расследования было установлено, что у предполагаемого серийного убийцы есть синий седан. Именно в этой машине свидетели видели в последний раз всех жертв до их гибели. Также главным фактором являлось, что убийца охотился на своих жертв с кошкой, так как кошачья шерсть была найдена на телах и одежде жертв. После третьего и последнего убийства детективы начали допрашивать всех, кто, по их мнению, владел информацией касательно преступника. Но несмотря на то, что сотни людей были допрошены, убийца так и не был найден. Денис Термини, главный подозреваемый по делу, покончил с собой через шесть недель после последнего убийства. В 2007 году после тестирования образцов ДНК все обвинения с Термини были сняты.
Так же в деле Алфавитного убийцы появились новые подозреваемые Хиллсайдские душители. Подозреваемыми в Рочестерских убийствах являлись двое серийных убийц Кеннет Бьянки и Анджело Буоно, которые совершили 12 убийств с октября 1977 по февраль 1978 года в городе Лос-Анджелес. Однако вина подозреваемых в убийстве девочек не была доказана. Анджело Буоно умер в тюрьме, а Кеннет Бьянки по сегодняшний день отбывает пожизненное лишение свободы.
В апреле 2011 года был арестован серийный убийца Джозеф Насо — уроженец Рочестера. В период с 1977 по 1994 годы Насо убил от 6 до 10 женщин в Калифорнии. Долгие годы он оставался безнаказанным, однако в 2011 году был проведён тест на сравнение ДНК, который позволил вычислить убийцу. 11 апреля 2011 года Джозеф Насо в возрасте 77 лет был арестован. Свою вину он полностью отрицал, но ДНК-тест обнаружил его биоматериалы на телах жертв. В ноябре 2013 года Джозефа Насо признали виновным в 6 убийствах и приговорили к смертной казни. На сегодняшний день он остаётся главным подозреваемым в убийствах Рочестерских девочек, но экспертиза так и не обнаружила совпадений ДНК Насо с ДНК Рочестерского Душителя.
Дело об Алфавитном убийце открыто по сегодняшний день.

## В культуре
- «Алфавитный убийца»[англ.] (2008), фильм Роба Шмидта, в основу которого легли алфавитные убийства.
- «Death Note Another Note: The Los Angeles BB Murder Cases», роман Нисио Исина об убийце, убивающих людей, чьи имена и фамилии начинаются на буквы Б.